# Heinz zur Hose
Heinz zur Hose (* 19. September 1925) ist ein ehemaliger deutscher Fußballspieler.

## Leben
Er spielte von der Saison 1949/50 bis zur Saison 1952/53 für die SG Hans Wendler Stendal (später BSG Lokomotive Stendal) auf der Position des Torwarts und absolvierte 49 Spiele in der DDR-Oberliga. In seiner Premierensaison spielte er noch alle 26 Ligaspiele und stand damit auch im ersten Spiel in der neu geschaffenen Liga in der Startaufstellung. Ab der Saison 1950/51 war Günter Reh zweiter Torhüter bei Stendal geworden und zur Hose kam noch auf 16 Spiele. Reh löste zur Hose in den anschließenden beiden Spielzeiten ab, sodass dieser nur noch auf 7 Spiele kam.
Zur Hose nahm auch an Spielen der Landesauswahl für Sachsen-Anhalt, u. a. unter Kurt Vorkauf, teil und spielte u. a. mit Kurt Brüggemann und Karl-Heinz Lahutta.